# Nomindra leeuweni
Nomindra leeuweni là một loài nhện trong họ Gnaphosidae.
Loài này thuộc chi Nomindra. Nomindra leeuweni được Norman I. Platnick & Barbara Baehr miêu tả năm 2006.